# Kostel svatého Štěpána (Kouřim)
Kostel svatého Štěpána v Kouřimi (okres Kolín) je hlavní dominantou náměstí, ale i celého města.

## Historie
Arciděkanský kostel byl budován současně se stavbou města v 60. letech 13. století jako trojlodní bazilika a je zajímavou ukázkou tzv. burgundského slohu.[zdroj?] Chrám se přes četné požáry zachoval téměř v původní podobě. Poprvé byl požárem postižen v roce 1334. Dále chrám hořel v letech 1567, 1641, 1643, 1659, 1665 a 1670. Poslední požár byl nejničivější, neboť při něm shořely i kostelní věže se spojovacím mostem a střechy nad celým chrámem. Další požáry v letech 1687 a 1690 dovršily dílo zkázy. Třicetiletou válkou zničená Kouřim neměla prostředky na obnovu, takže na ni vyhořelý chrám čekal 17 let. Barokní oprava se protáhla až do roku 1740, kdy snížené kostelní věže dostaly dnešní zastřešení.

### Program záchrany architektonického dědictví
V rámci Programu záchrany architektonického dědictví bylo v letech 1995-2014 na opravu památky čerpáno 4 875 000 Kč.
| rok    | 1995  | 2009 | 2010 | 2011 | 2012 | 2013 | 2014 |
| ------ | ----- | ---- | ---- | ---- | ---- | ---- | ---- |
| částka | 1 900 | 500  | 425  | 630  | 420  | 400  | 600  |

## Popis

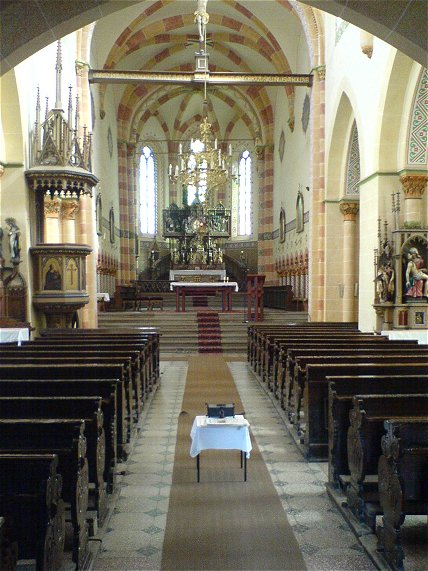
Kostel svatého Štěpána uvnitř.

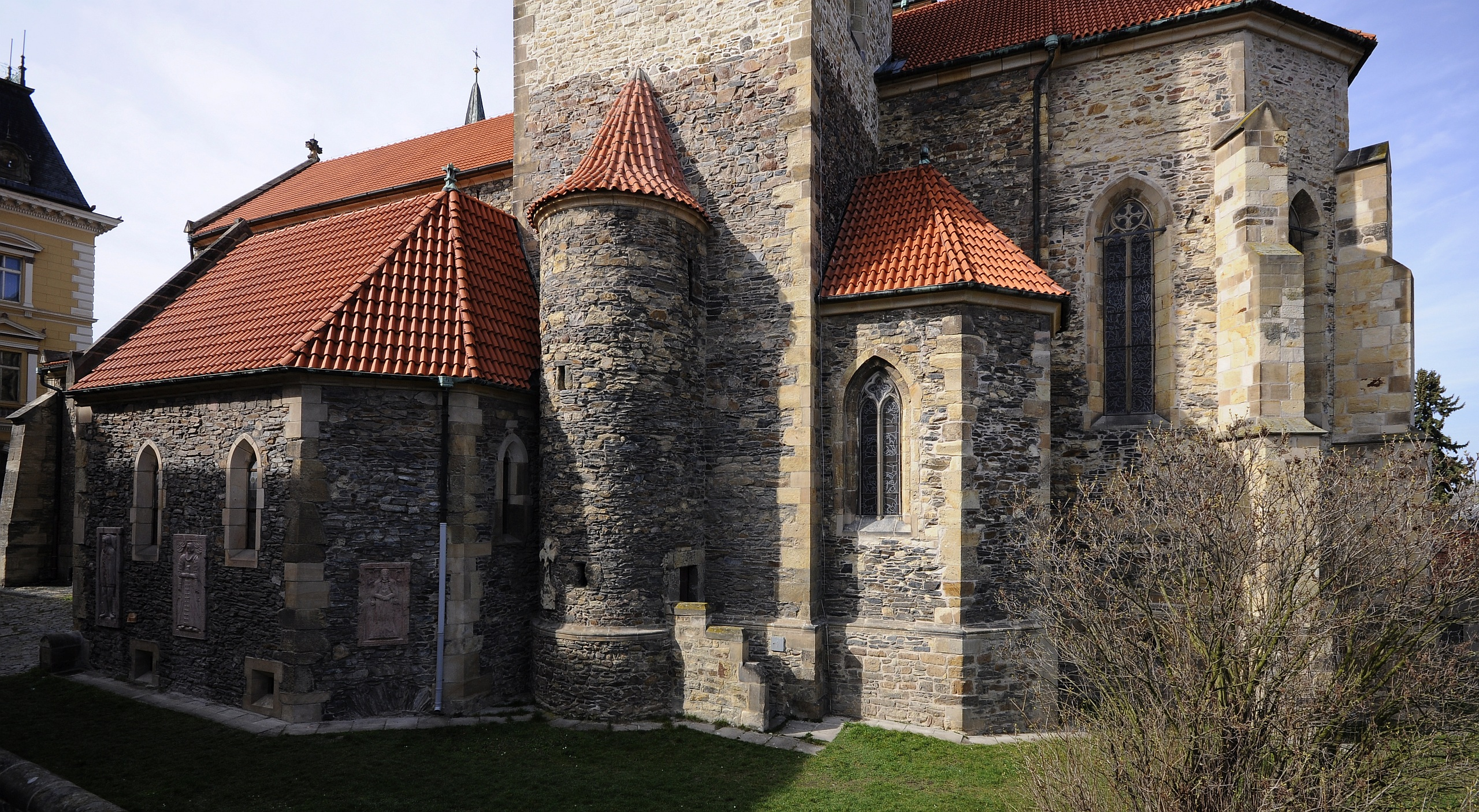
Jižní strana kostela.

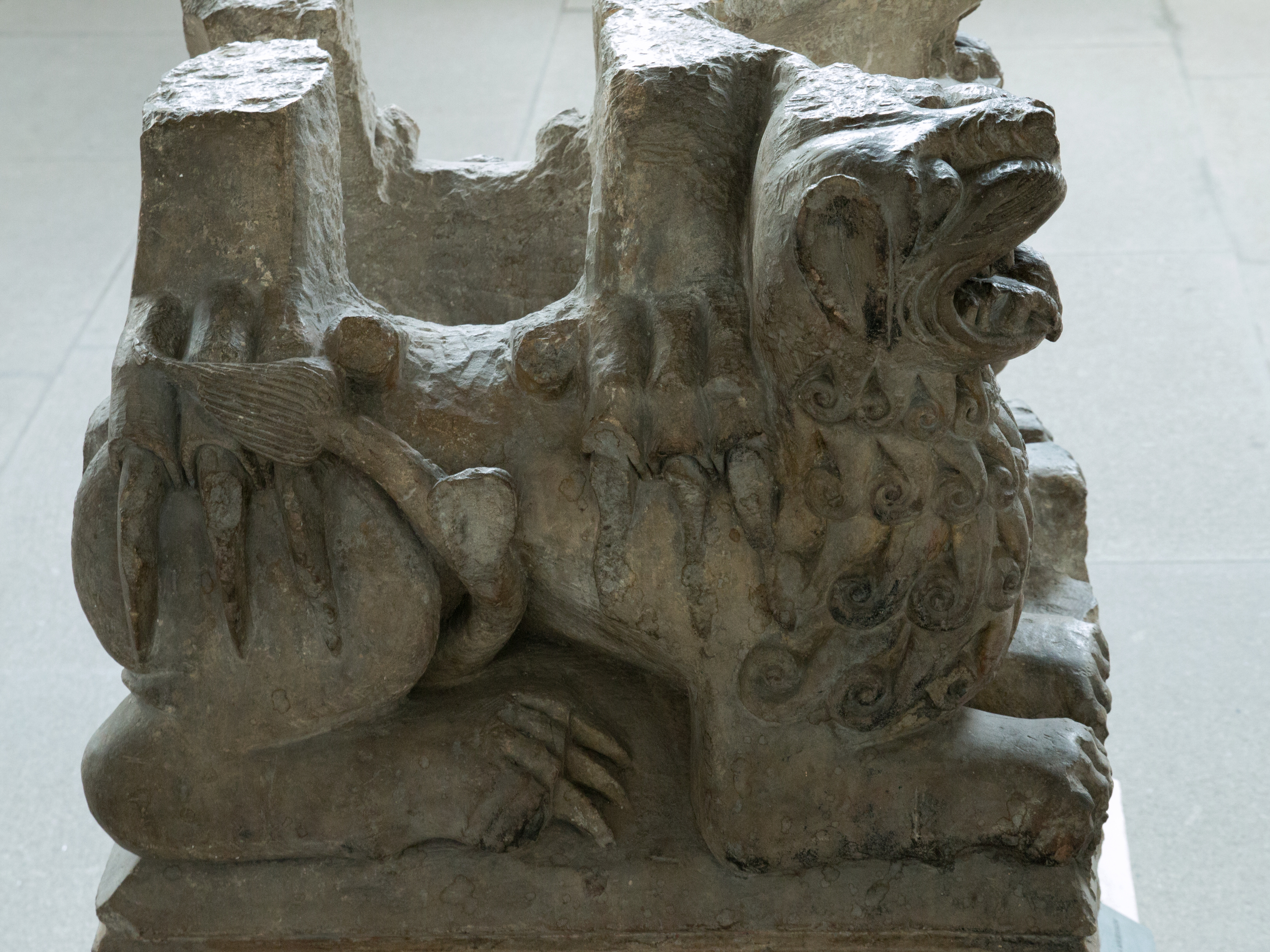
Kouřimští lvi.

Tři kostelní lodě jsou uzavřeny pětibokými závěry a tyčí se nad nimi dvě mohutné věže. Obě byly původně vyšší a v posledním patře je spojoval krytý most. Uvnitř jsou zdi osazeny zajímavou galerií patnácti renesančních náhrobků z přelomu 16. a 17. století, vyrobených z mramoru a červeného pískovce. Do chrámu se vstupuje západním portálem v pronikavě novogoticky upravenému průčelí s rozměrným oknem. Rozsáhlé úpravy v novogotickém slohu, které měly vrátit chrám do původní podoby, vedly však k neprospěchu celé stavby.
Pod presbyteriem se nachází raně gotická krypta sv. Kateřiny s hvězdicovou osmibokou klenbou vyzdobenou gotickými malbami znázorňujícími umučení sv. Kateřiny, umučení Krista a anděly hrající na dobové hudební nástroje. Prostor s centrálním sloupem, symbolizujícím Krista jako Strom života, je nejstarší svého druhu v kontinentální Evropě. V kostele bylo také umístěno románské sousoší zvané Kouřimští lvi (vytvořeno zřejmě kolem roku 1200), které sloužilo jako kazatelna nebo podstavec křtitelnice. Sousoší tvoří obluda stojící na dvou lvech. Originál je dnes umístěn v Lapidáriu Národního muzea, kopie pak v Muzeu Kouřimska.

## Zvonice a hřbitov

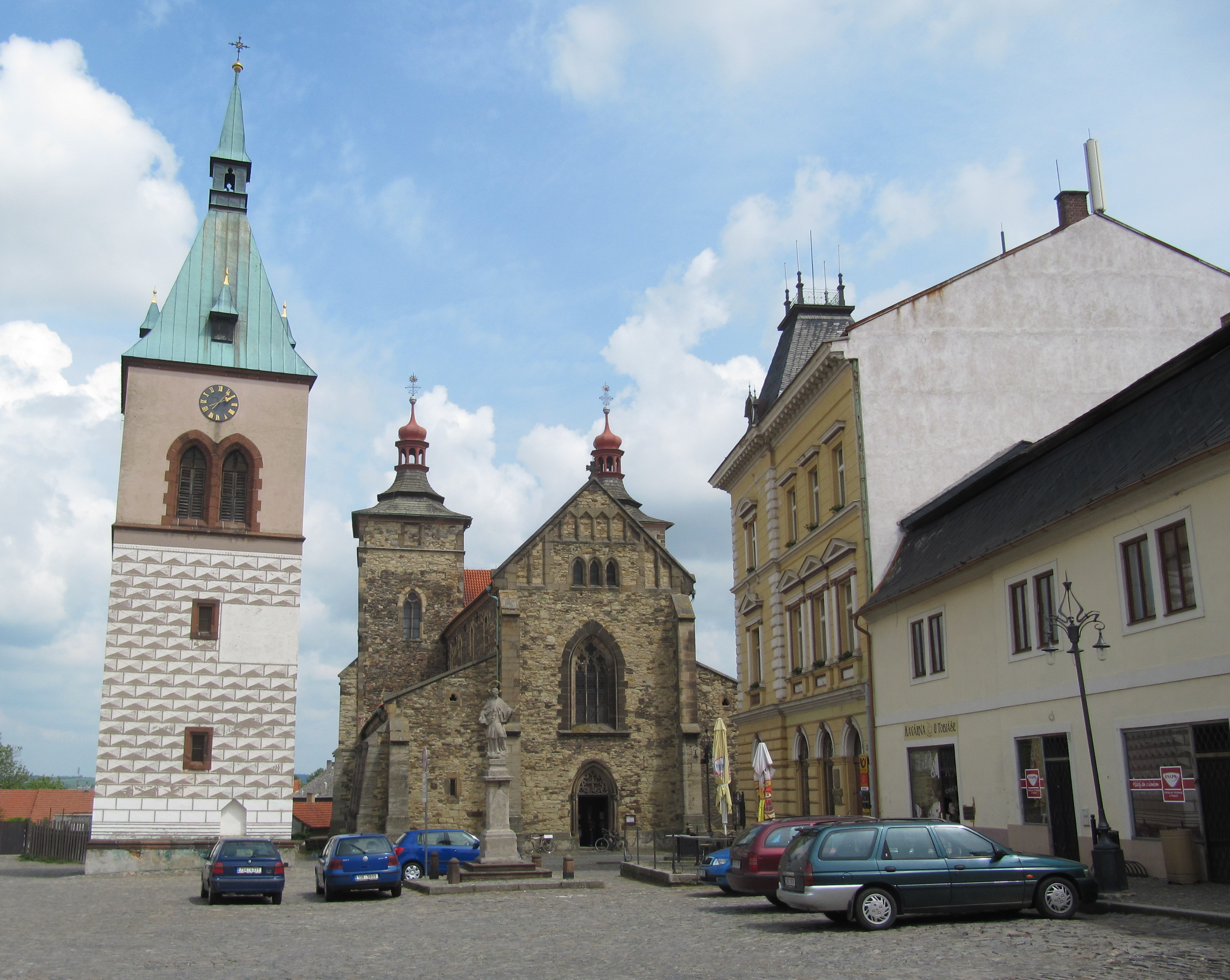
Kostel se zvonicí

Ke kostelu patří samostatně stojící renesanční zvonice, která je pozoruhodná tím, že zvony jsou upevněny s tzv. horním točením, tedy v klidovém stavu zvonovou hlavou dolů. Tento starobylý způsob upevnění zvonů se v Česku uchoval pouze zde a v Rovensku pod Troskami. Ze hřbitova u kostela, který sloužil až do roku 1591, se zachovala jen část ohradní zdi a tři náhrobky ze 16. století na cihlovém pilíři.

## Zajímavosti
Kostel se objevil i v seriálu Bylo nás pět, který se natáčel právě v Kouřimi. Některé záběry pochází z interiéru kostela.